# Bobby Ellsworth
Bobby Ellsworth poznatiji kao Blitz (New Jersey, SAD, 5. svibnja 1959.) američki je glazbenik i pjevač, najpoznatiji kao pjevač američkog thrash metal-sastava Overkill. Jedan je od osnivača te skupine s D. D. Vernijem. Njih dvojica danas su jedini preostali izvorni članovi te grupe.

## Diskografija

### Overkill (1980. – danas)
- Feel the Fire (1985.)
- Taking Over (1987.)
- Under the Influence (1988.)
- The Years of Decay (1989.)
- Horrorscope (1991.)
- I Hear Black (1993.)
- W.F.O. (1994.)
- The Killing Kind (1996.)
- From the Underground and Below (1997.)
- Necroshine (1999.)
- Bloodletting (2000.)
- Killbox 13 (2003.)
- ReliXIV (2005.)
- Immortalis (2007.)
- Ironbound (2010.)
- The Electric Age (2012.)
- White Devil Armory (2014.)
- The Grinding Wheel (2017.)
- The Wings of War (2019.)

### Odabrana gostovanja
- Destruction – The Curse of the Antichrist - Live in Agony (2009.)
- Destruction – A Savage Symphony - The History of Annihilation (2010.)

### The Cursed (2006. – danas)
- Room Full of Sinners (2007.)